# کوچک بیشه محله
کوچک بیشه محله یک روستا در ایران است که در استان مازندران واقع شده‌است. کوچک بیشه محله ۹۳۹ نفر جمعیت دارد. و از توابع شهرستان فریدونکنار می باشد.
شغل اصلی عمده اهالی آن کشاورزی (برنج) می باشد و یکی از مرغوبترین برنج های ایران در این روستا کشت می شود.